# 9641 Demazière
9641 Demazière eller 1994 PB30 är en asteroid i huvudbältet som upptäcktes den 12 augusti 1994 av den belgiske astronomen Eric W. Elst vid La Silla-observatoriet. Den är uppkallad efter Martine De Mazière.